# ZESCO United Football Club
El Zambia Electricity Supply Corporation United Football Club (en español: Club de Fútbol de la Corporación de Suministro Eléctrico de Zambia Unida), conocido simplemente como ZESCO United, es un club de fútbol de la ciudad de Ndola, Zambia, que juega en la Primera División de Zambia, la liga de fútbol principal en el país. El club fue fundado en 1974 y disputa sus partidos como local en el estadio Levy Mwanawasa, un moderno estadio inaugurado en 2012 y que cuenta con una capacidad para 49 800 espectadores sentados. El club es propiedad de la empresa estatal eléctrica ZESCO.
El ZESCO United tuvo su primer éxito en 1980, ganando la segunda división de Zambia. Después de un largo periodo de tiempo sin conquistar ningún título, el club volvió a ganar la segunda división en 2003. En 2007 se proclamó por primera vez campeón de la Liga Premier FAZ, la liga nacional de Zambia, título que volvieron a ganar en 2008, 2010, y 2014, además de la Copa Barclays en 2007, 2008, 2010 y 2014, o la Copa de Zambia de 2006, entre otros campeonatos, convirtiéndose en el dominador del fútbol zambiano de comienzos del siglo XXI y en un participante habitual de la Liga de Campeones de la AFC.

## Historia
Fue fundado en el año 1974 en la localidad de Ndola y es el primer equipo de Zambia en llegar a la fase de grupos de la Liga de Campeones de la CAF.
Junto al Zanaco FC son los equipos económicamente más poderosos de la liga gracias al patrocinador, la compañía eléctrica Zesco y su aporte multimillonario.
Sus rivales son el Nkana FC y el Mufulira Wanderers F.C..

## Palmarés
- Primera División de Zambia: 9

2007, 2008, 2010, 2014, 2015, 2017, 2018, 2019, 2020/21
- Copa de Zambia: 1

2006
- Copa Coca Cola de Zambia: 3

2007
- Copa Barclays: 6

2007, 2008, 2010, 2014, 2016, 2019
- Charity Shield de Zambia: 5

2007, 2011, 2015, 2017, 2020/21
- Segunda División de Zambia: 2

1980, 2003

## Participación en competiciones de la CAF
| Temporada | Torneo                       | Ronda             | Club                    | Local | Visita | Global       |
| --------- | ---------------------------- | ----------------- | ----------------------- | ----- | ------ | ------------ |
| 1977      | Recopa Africana              | Primera Ronda     | Rangers                 | 1-1   | 1-2    | 2-3          |
| 2006      | Copa Confederación de la CAF | Primera Ronda     | Pointe aux Sables Mates | 3-0   | 1-0    | 4-0          |
| 2006      | Copa Confederación de la CAF | Segunda Ronda     | Township Rollers FC     | 2-1   | 0-2    | 2-3          |
| 2008      | Liga de Campeones de la CAF  | Primera Ronda     | URA SC                  | 0-0   | 2-0    | 2-0          |
| 2008      | Liga de Campeones de la CAF  | Segunda Ronda     | Al-Hilal Omdurmán       | 1-1   | 0-2    | 1-3          |
| 2009      | Liga de Campeones de la CAF  | Ronda Preliminar  | Mathare United          | 2-0   | 3-1    | 5-1          |
| 2009      | Liga de Campeones de la CAF  | Primera Ronda     | Africa Sports           | 1-0   | 0-0    | 1-0          |
| 2009      | Liga de Campeones de la CAF  | Segunda Ronda     | Djoliba AC              | 2-1   | 0-0    | 2-1          |
| 2009      | Liga de Campeones de la CAF  | Fase de grupos    | Al-Merreikh Omdurmán    | 3-2   | 0-0    | 3º lugar     |
| 2009      | Liga de Campeones de la CAF  | Fase de grupos    | Al-Hilal Omdurmán       | 2-0   | 0-1    | 3º lugar     |
| 2009      | Liga de Campeones de la CAF  | Fase de grupos    | Kano Pillars            | 1-1   | 2-3    | 3º lugar     |
| 2010      | Copa Confederación de la CAF | Primera Ronda     | Warri Wolves            | 2-0   | 0-3    | 2-3          |
| 2011      | Liga de Campeones de la CAF  | Ronda Preliminar  | Liga Muçulmana          | 3-0   | 1-2    | 4-2          |
| 2011      | Liga de Campeones de la CAF  | Primera Ronda     | Young Buffaloes         | 5-0   | 2-0    | 7-0          |
| 2011      | Liga de Campeones de la CAF  | Segunda Ronda     | Al-Ahly                 | 0-0   | 0-1    | 0-1          |
| 2011      | Copa Confederación de la CAF | Ronda de Play-off | MAS Fez                 | 1-0   | 0-2    | 1-2          |
| 2014      | Copa Confederación de la CAF | Primera Ronda     | Ferroviário da Beira    | 1-0   | 0-0    | 1-0          |
| 2014      | Copa Confederación de la CAF | Segunda Ronda     | Medeama                 | 1-0   | 0-2    | 1-2          |
| 2015      | Liga de Campeones de la CAF  | Ronda Preliminar  | Mbabane Swallows        | 1-0   | 1-1    | 2-1          |
| 2015      | Liga de Campeones de la CAF  | Primera Ronda     | Kaloum Star             | 1-1   | 1-1    | 2-2 (4-5 p.) |
| 2016      | Liga de Campeones de la CAF  | Ronda Preliminar  | Al-Ghazal               | 2-0   | 1-0    | 3-0          |
| 2016      | Liga de Campeones de la CAF  | Primera Ronda     | Horoya AC               | 4-1   | 0-2    | 4-3          |
| 2016      | Liga de Campeones de la CAF  | Segunda Ronda     | Stade Malien            | 2-1   | 3-1    | 5-2          |
| 2016      | Liga de Campeones de la CAF  | Fase de grupos    | Wydad Casablanca        | 1-1   | 0-2    | 2º lugar     |
| 2016      | Liga de Campeones de la CAF  | Fase de grupos    | Al-Ahly                 | 3-2   | 2-2    | 2º lugar     |
| 2016      | Liga de Campeones de la CAF  | Fase de grupos    | ASEC Mimosas            | 3-1   | 1-1    | 2º lugar     |
| 2016      | Liga de Campeones de la CAF  | Semifinales       | Mamelodi Sundowns       | 2-1   | 0-2    | 2-3          |
| 2017      | Copa Confederación de la CAF | Primera Ronda     | Le Messager             | 2-0   | 2-2    | 4-2          |
| 2017      | Copa Confederación de la CAF | Segunda Ronda     | Enugu Rangers           | 3-0   | 2-2    | 5-2          |
| 2017      | Copa Confederación de la CAF | Fase de grupos    | Al-Hilal Al-Ubayyid     | 3-0   | 0-1    | 1º lugar     |
| 2017      | Copa Confederación de la CAF | Fase de grupos    | CRD do Libolo           | 1-0   | 0-3    | 1º lugar     |
| 2017      | Copa Confederación de la CAF | Fase de grupos    | Smouha                  | 1-0   | 1-1    | 1º lugar     |
| 2017      | Copa Confederación de la CAF | Cuartos de final  | Supersport United       | 2-2   | 0-0    | 2-2 (v.)     |
| 2018      | Liga de Campeones de la CAF  | Ronda Preliminar  | JKU FC                  | 7-0   | 0-0    | 7-0          |
| 2018      | Liga de Campeones de la CAF  | Primera ronda     | ASEC Mimosas            | 0-1   | 2-1    | 2-2 (v.)     |
| 2018      | Liga de Campeones de la CAF  | Fase de grupos    | Étoile du Sahel         | 1-1   | 1-2    | 3.er lugar   |
| 2018      | Liga de Campeones de la CAF  | Fase de grupos    | Primero de Agosto       | 0-0   | 1-2    | 3.er lugar   |
| 2018      | Liga de Campeones de la CAF  | Fase de grupos    | Mbabane Swallows        | 1-1   | 3-0    | 3.er lugar   |
| 2018-19   | Liga de Campeones de la CAF  | Ronda Preliminar  | AS SONIDEP              | 3-0   | 2-1    | 5-1          |
| 2018-19   | Liga de Campeones de la CAF  | Primera Ronda     | Mazembe                 | 1-1   | 0-1    | 1-2          |
| 2018-19   | Copa Confederación de la CAF | Ronda de Play-Off | Kaizer Chiefs           | 3-1   | 2-1    | 5-2          |
| 2018-19   | Copa Confederación de la CAF | Fase de grupos    | Al-Hilal Omdurmán       | 1-1   | 1-3    | 4º lugar     |
| 2018-19   | Copa Confederación de la CAF | Fase de grupos    | Nkana                   | 2-0   | 0-3    | 4º lugar     |
| 2018-19   | Copa Confederación de la CAF | Fase de grupos    | Asante Kotoko           | 2-1   | 1-2    | 4º lugar     |
| 2019-20   | Liga de Campeones de la CAF  | Ronda Preliminar  | Green Mamba             | 1-0   | 2-0    | 3-0          |
| 2019-20   | Liga de Campeones de la CAF  | Primera ronda     | Young Africans SC       | 2-1   | 1-1    | 3-2          |
| 2019-20   | Liga de Campeones de la CAF  | Fase de grupos    | Mazembe                 | 1-2   | 1-3    | 4.º lugar    |
| 2019-20   | Liga de Campeones de la CAF  | Fase de grupos    | Zamalek                 | 1-1   | 0-2    | 4.º lugar    |
| 2019-20   | Liga de Campeones de la CAF  | Fase de grupos    | Primero de Agosto       | 1-1   | 1-1    | 4.º lugar    |
| 2021-22   | Liga de Campeones de la CAF  | Primera Ronda     | Royal Leopards          | 2-1   | 0-1    | 2-2 (v.)     |
| 2024-25   | Copa Confederación de la CAF | Primera Ronda     | Dynamos FC              | 0-0   | 0-1    | 0-1          |

## Gerencia y Cuerpo Técnico
- Presidente:  Kenneth Muteto
- Gerente del Equipo:  Justin Mumba
- Entrenador:  George Lwandamina
- Asistente del Entrenador:  Emmanuel Mschili

## Entrenadores
- Fighton Simukonda (2009-2011)
- Masautso Mwale (2011-2012)
- George Lwandamina (2014-2015)

## Jugadores

### Jugadores destacados
- William Chinyama
- Clive Hachilensa